# Szingalézek
A szingalézek vagy szingalézok (szingalézül: සිංහල ජනතාව) egy indoárja etnikai csoport, amely Srí Lanka szigetén őshonos. Hagyományosan hela népként ismerték őket. Ők teszik ki a Srí Lanka-i lakosság mintegy 75%-át, számuk a 2010-es években több mint 16 millió.
A szingaléz nyelvet, egy szigetországi indoárja nyelvet beszélnek és túlnyomórészt théraváda buddhisták, kisebb részük pedig a kereszténység és más vallások ágait követi. 
A 19. század eleje óta nagyjából két csoportra osztották őket:  
- „felvidéki szingalézek” a középső hegyvidéki régiókban,
- „alvidéki szingalézek”, akik a tengerparti régiókban élnek.

Noha mindkét csoport ugyanazt a nyelvet beszéli, megkülönböztetik őket, mivel eltérő kulturális szokásokat követnek.

## Arányuk Srí Lankán

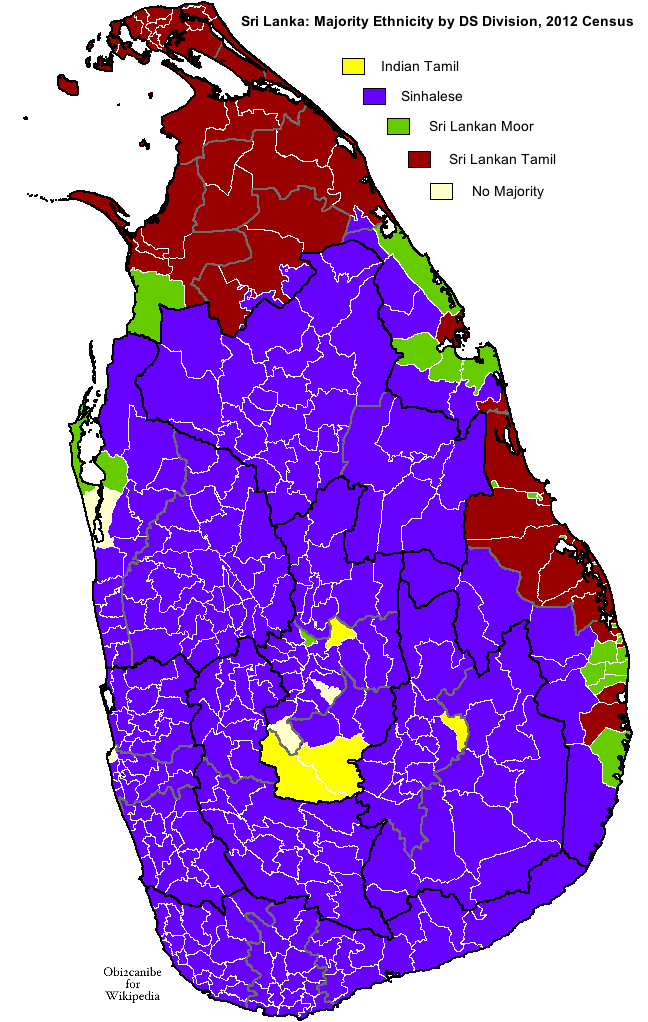
Kékeslila színnel, ahol a szingalézek vannak többségben
(2012-es népsz.)

Srí Lankán a szingalézek többsége az ország déli, középső, nyugati részén és Sabaragamuwa tartományban él. A több mint 90%-ban szingaléz lakosságú városok közé tartozik Hambantota, Galle, Gampaha, Kurunegala, Monaragala, Anuradhapura és Polonnaruwa.
| Tartomány     | szingalézek (számban) | %-os arányuk a népességből | % Tartományi arány a teljes lakossághoz |
| ------------- | --------------------- | -------------------------- | --------------------------------------- |
| Középső       | 1 687 199             | 66,00%                     | 11,11%                                  |
| Keleti        | 359 136               | 23,15%                     | 2,36%                                   |
| Északi        | 32 331                | 3,05%                      | 0,21%                                   |
| Észak-középső | 1 143 607             | 90,90%                     | 7,53%                                   |
| Északnyugati  | 2 030 370             | 85,70%                     | 13,38%                                  |
| Sabaragamuwa  | 1 657 967             | 86,40%                     | 10,92%                                  |
| Déli          | 2 340 693             | 94,96%                     | 15,42%                                  |
| Uva           | 1 017 092             | 80,80%                     | 6,70%                                   |
| Nyugati       | 4 905 425             | 84,26%                     | 32,32%                                  |
| Össz.         | 15 173 820            | 74,80%                     | 100,00%                                 |